# Passeport dominiquais

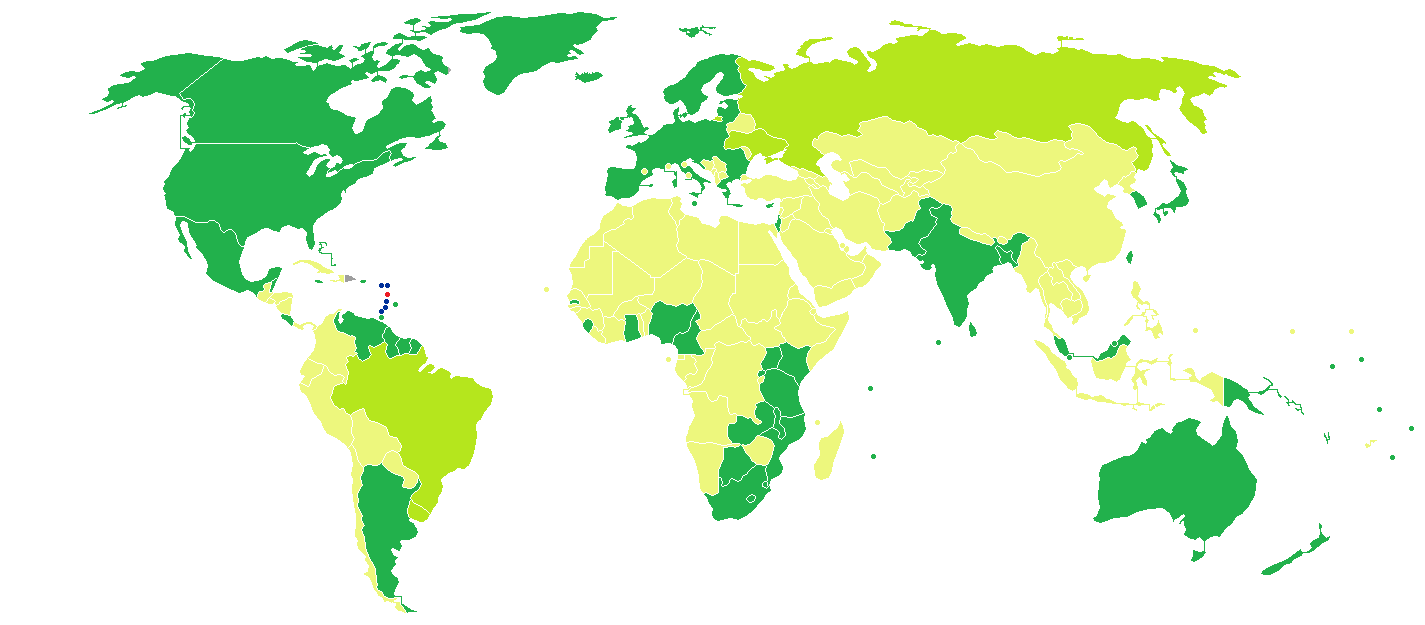
Politique des visas de la Dominique.

Le passeport dominiquais est un document de voyage international délivré aux ressortissants de la Dominique, et qui peut aussi servir de preuve de la citoyenneté dominiquaise. 